# Apomecyna endroedyi
Apomecyna endroedyi är en skalbaggsart som beskrevs av Stefan von Breuning 1972. Apomecyna endroedyi ingår i släktet Apomecyna och familjen långhorningar.
Artens utbredningsområde är Ghana. Inga underarter finns listade i Catalogue of Life.